# NGC 553
NGC 553 је лентикуларна галаксија у сазвежђу Рибе која се налази на NGC листи објеката дубоког неба.
Деклинација објекта је + 33° 24' 17" а ректасцензија 1h 26m 12,5s. Привидна величина (магнитуда) објекта NGC 553 износи 14,1 а фотографска магнитуда 15,1. NGC 553 је још познат и под ознакама CGCG 502-84, MK 1155, PGC 5333.